# 韩光华
韩光华（1982年8月6日—），中国职业足球运动员，司职中后卫，目前效力于中甲延边长白虎。
韩光华1999年进入延边二队，随队参加了2000年的乙级联赛但是未能冲甲成功。2000年延边一队从甲A降级后球员和甲B联赛资格一起被转卖给浙江绿城，二队转而成为一队，多年参加乙级联赛。韩光华是长期绝对主力，并担任队长，最终帮助球队在2004年冲入甲级联赛。
2010年，韩光华转会上海浦东中邦。2011年，韩光华在家养伤一年，次年回归延边长白虎。